# Erich Hintzsche
Erich Hintzsche, né le 26 août 1900 à Halberstadt, Province de Saxe, et mort le 20 juillet 1975 à Spiegel, canton de Berne, est un historien de la médecine suisse connu pour ses études sur Albrecht von Haller.
Il étudia à Halle et obtint son doctorat en 1925. De 1947 à 1965, il était professeur ordinaire d'histoire de la médecine à l'université de Berne.